# Sukhoi T-4
Il Sukhoi T-4  (in cirillico: Сухой T-4), anche noto col nome di Sotka o Progetto 100, è stato un bombardiere strategico supersonico sperimentale di fabbricazione sovietica, sviluppato dalla Sukhoi negli anni sessanta per conto delle forze armate sovietiche al fine di dotarsi di un velivolo omologo dell'XB-70 Valkyrie statunitense all'epoca in fase di sviluppo.
Progettato per compiere missioni di bombardamento e ricognizione strategica, era in grado di raggiungere velocità prossime ai 3.000 km/h. Mai entrato in servizio, del velivolo è stato completato un solo prototipo mentre altri due esemplari sperimentali, denominati T-4M e T-4MS, sono rimasti al solo stadio progettuale. 
Al 2021, l'unico T-4 esistente è conservato presso il Museo aeronautico di Monino, nei pressi di Mosca. 

## Storia

### Sviluppo
Lo sviluppo del velivolo ebbe inizio nel 1961. L'obiettivo dei progettisti era di realizzare un velivolo da bombardamento ad alta velocità da poter impiegare sia per missioni navali che terrestri con un'autonomia di 7000 km.
Il progetto del T-4 venne preferito a quelli depositati dalle altre industrie aeronautiche russe, la Yakovlev e la Tupolev. Ciò fu deciso in quanto la velocità di 3200 km/h tenuta dal velivolo permetteva di rendere inefficaci le armi contraeree avversarie. La realizzazione dei primi modelli venne ordinata nel 1963. Il progettista era il generale N.S. Chernyakov. Nel 1964 vi fu la revisione preliminare del progetto da parte delle autorità competenti.

## Caratteristiche
Caratterizzato dal muso a geometria variabile come il Concorde o il North American XB-70 Valkyrie, per ottenere una sufficiente visibilità nelle fasi di decollo ed atterraggio. Apparentemente ispirato all'XB-70, era di dimensioni più contenute, aveva un impennaggio monoderiva ed era equipaggiato con 4 turboreattori RD36-41. Per migliorare la manovrabilità era stato fornito di alette canard poste in posizione leggermente sopraelevata rispetto alle due ali a doppio delta principali.
Era realizzato in buona parte in titanio. Il prototipo utilizzato per le valutazioni è custodito presso il Museo centrale delle aeronautiche militari di Monino, Mosca.

## Versioni
- Sukhoi T-4: versione originale con ala a delta
- Sukhoi T-4M: versione con ali a geometria variabile
- Sukhoi T-4MS: versione in configurazione ibrida: ala volante con estremità a geometria variabile

## Aerei simili
Stati Uniti
- North American XB-70 Valkyrie

## Galleria d'immagini

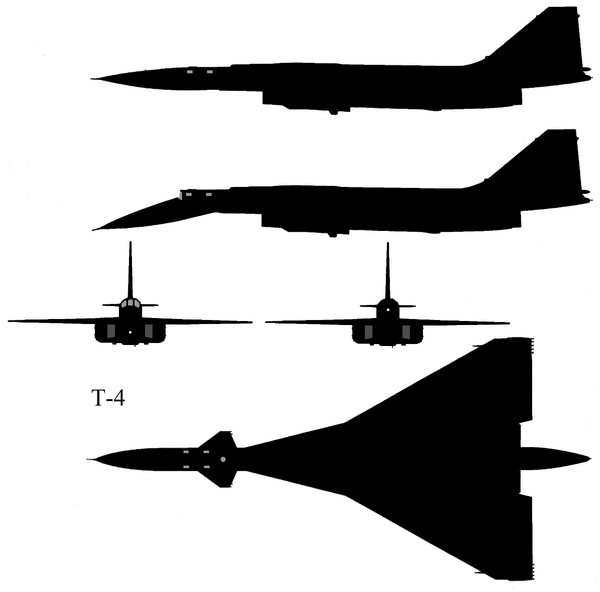
Tavole prospettiche del Sukhoi T-4
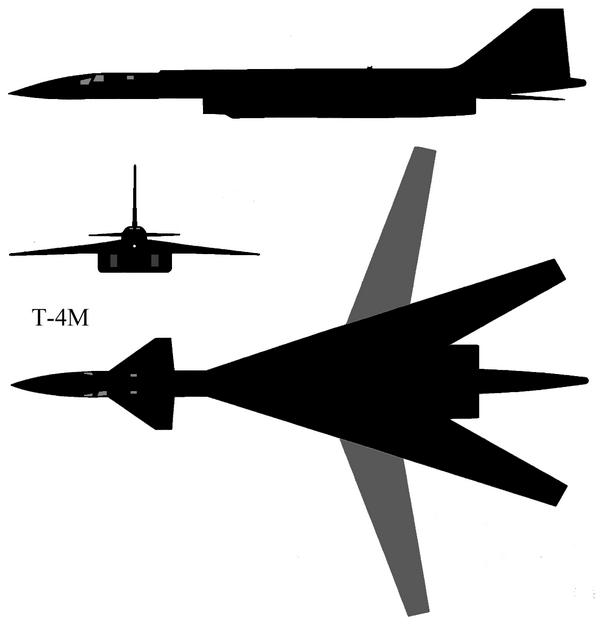
Tavole prospettiche del Sukhoi T-4M
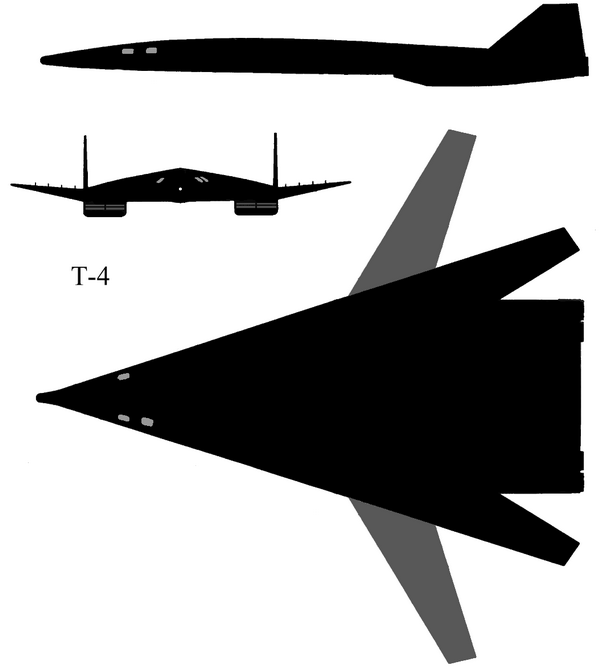
Tavole prospettiche del Sukhoi T-4MS